# 鶴見大學附屬中學校及高等學校
鶴見大學附屬中學校及高等學校（日语：／ Tsurumi Daigaku Fuzoku Chūgakkō Kōtō Gakkō）是神奈川縣横滨市鶴見區鶴見二丁目的私立中學校及高等學校，為鹤见大学的系列學校。

## 歷史
1924年，「光華女學校」在橫濱市中區大岡町總持會館設立，同年遷至大本山總持寺香積臺，再遷至現址。1925年，「鶴見高等女學校」應大本山總持寺開山常濟大師600回大遠忌紀念事業設立。1937年，光華女學校更名為「鶴見第一女學校」。1944年，財團法人總持學園成為學園的經營母體，同年鶴見第一女學校更名「鶴見女子實業學校」。1947年，新制「鶴見女子中學校」設立，同年鶴見女子實業學校復名為鶴見第一女學校。1948年，鶴見第一女學校與鶴見高等女學校合併為新制「鶴見女子高等學校」。2007年，鶴見女子中學校及高等學校成為鶴見大學的附屬學校，更名為「鶴見大學附屬女子中學校及高等學校」。2008年，更名為「鶴見大學附屬中學校及高等學校」。

## 外部連結
- 官方网站